# Oxytropis baissunensis
Oxytropis baissunensis är en ärtväxtart som beskrevs av I.T. Vassilczenko. Oxytropis baissunensis ingår i släktet klovedlar, och familjen ärtväxter. Inga underarter finns listade i Catalogue of Life.